# مسجد عينين
مسجد عينين أو (مسجد الظرب، مسجد الصبح، مسجد مصبح) الذي صلى فيه الرسول محمد، وهو مسجد صغير متهدم لم يبق سوى جزء من حوائطه المبنية باللبن، يقع على مرتفع من جبل الرماة ( عينين ) من الجهة الشرقية وعلى قطعة منه.
وهذا الجبل هو الذي كان عليه الرماة يوم أحد، وقد ورد أن النبي صلى الله عليه واله وسلم صلى في موضعه صلاة الظهر، وفي شمال هذا المسجد وعند سفح الجبل مصرع سيدنا حمزة رضي الله عنه.

## في التاريخ
- روى ابن شبة عن جابر أن النبي ﷺ صلى الظهر يوم أحد على جبل عينين الظرب الذي بأحد عند القنطرة.[1]
- وفي الجنوب الشرقي من جبل عينين مسجد الصبح، الذي صلى فيه النبي ﷺ الصبح يوم أحد، وقد وجدت المسجد في مقدمة الظرب ومجموعة المساكن التي على عينين الجبل، وقسته بقدمي فكان ثلاثين قدما طولا وعشرين قدما عرضا. وهو موجود العين مبني قاعدته بالحجر ثم اللبن مما يدل على أنه حديث بني في مكان قديم. ويقول السيد السمهودي في عينين الجبل وفي ركنه الشرقي مسجد نبوي وكانت قنطرة العين التي عناك عنده اهـ.[2]
- مسجد في ركن جبل عينين الشرقي على قطعة منه، وهذا الجيل كان عليه الرّماة يوم أحد، وهو في قبلة مشهد سيدنا حمزة رضي الله تعالى عنه، وقد تهدم غالب هذا المسجد.

قال المطري: يقال: إنه هو الموضع الذي طعن فيه حمزة رضي الله تعالى عنه.
قلت: وكذا هو مشهور اليوم، وقد ذكر المجد هذا المسجد والذي بعده وقال: ينبغي اغتنام الصلاة فيهما؛ لأنهما لم يبنيا إلا علما للزائرين، ومشهدا للقاصدين، وقول من قال إن الأول طعن مكانه حمزة والثاني صرع فيه فوقع لم يثبت فيه أثر، وإنما هو قول مستفيض.
ثم قال: ويذكر بعض الناس أن المسجد الأول- يعني هذا- كسر في مكانه ثنيّة رسول الله ﷺ، وكان ما كان من ابتلاء الله تعالى صفيه وخليله عليه الصلاة والسلام، كل ذلك مقالات يذكرها أهل المدينة لم يرد بها نقل.
قلت: وكلامه وكلام المطري صريح في أنهما لم يقفا على ما جاء فيه.
سيأتي في قبر حمزة رضي الله تعالى عنه ما رواه ابن شبة من أنه لما قتل أقام في موضعه تحت جبل الرّماة وهو الجبل المذكور، ثم أمر به النبي ﷺ فحمل عن بطن الوادي، وهذا هو محل المسجد الثاني.
وأما هذا المسجد فقد روى ابن شبة فيه عن جابر أن النبي ﷺ صلّى الظهر يوم أحد على عينين الظرب الذي بأحد عند القنطرة، وكأنه يعني بالقنطرة قنطرة العين التي كانت قديما هناك. وأشار إليها المطري بقوله عقب ذكر هذا المسجد: وقد تجدّدت هناك عين ماء، جدّدها الأمير بدر الدين ودي بن جماز صاحب المد، مفيضها بالقرب من هذا المسجد، انتهى.